# Nižněkamčatsk
Nižněkamčatsk (rusky Нижнекамчатск, česky též někdy uváděno jako Nižní Kamčatsk) je zaniklé město v Rusku, které se nacházelo na Kamčatském poloostrově, při dolním toku řeky Kamčatky (odtud název města), 30 km od moderního Usť-Kamčatsku.
Bylo založeno jako Nižněkamčatský ostrog. Městská práva mělo v letech 1783 až 1822. Od poloviny 19. století význam upadal, až v roce 1968 přestalo existovat.

## Erb
Dne 26. října 1790 obdrželo město Nižněkamčatsk svůj erb. V horní části štítu je erb Irkutska, tedy běžící tygr nesoucí v tlamě zakousnutého sobola. V dolní části v modrém poli je velryba na znamení toho, že v oceánu nedaleko města se dalo snadno ulovit velryby.

## Historie

### Kozácká osada
První Nižněkamčatská pevnost (ostrog) byla založena při dolním toku Kamčatky, při ústí řeky do moře v roce 1703, 3 km od dnešní osady Ključi. Kozácká osada vyrostla na místě bývalého zimoviště setníka Timofeje Kobeljeva, který zde shromažďoval kožešiny sesbírané od místních Kamčadalů. V roce 1704 nový kozácký setník Michail Zinovjev nařídil osadu opevnit dřevěnou palisádou. V roce 1711 byl ve městě zavražděn dobyvatel Kamčatky Vladimir Atlasov. V letech 1713–1714 došlo k přesunutí Nižněkamčatsku o několik kilometrů dále do vhodnější polohy. Jednalo se o kozáckou osadu, kde bylo centrum obchodníka Kolesova. V osadě byl postaven kostel svatého Mikuláše Divotvorce, první kostel na Kamčatce. V osadě vznikla obranná věž. V historické literatuře je rok 1713 považován za rok založení pevnosti.
Nižněkamčatsk se stal jednou z největších pevnostní na Kamčatce a sloužil jako překladiště pro expedice směřující do Tichého oceánu. V letech 1728–1729 zde byla zahájena první kamčatská expedice pod vedením Vituse Beringa. Aby Bering dostal z Bolšerecku do Nižněkamčatsku co nejrychleji náklad své expedice, slíbil domorodcům, že po jeden rok nemusí platit daň. Domorodci ochotně souhlasili a pomohli Beringovi na svých člunech přesouvat náklad pro expedici. 
Úředníci v Nižněkamčatsku buď o Beringově osvobození domorodců od placení daní nevěděli a nebo se rozhodli to ignorovat a tvrdě po domorodcích vyžadovali daň. Kamčadalové odmítali platit, do jejich čela se postavil Fjodor Charčin a v roce 1731 vedl protiruskou vzpouru Kamčadalů. Charčin zaútočil na oslabený Nižněkamčatsk, dobyl ho a vypálil. Posádka byla pobita včetně žen a dětí. V letech 1733–1740 byla osada znovu vybudována na novém místě, na levém břehu Kamčatky, 30 km od moderního města Usť-Kamčatsku. O znovuvybudování vypálené osady se zasloužili dva ruští majoři - Merlin a Pavluckij. Nejprve se nová osada jmenovala Nižněšantalskij, podle jezera Šantal, ale brzy se vžilo označení Nižněkamčatsk, podle původní kozácké osady. Ve zdejších loděnicích byly stavěny a z nich do vod Tichého oceánu vyplouvaly lodě obchodních společností, resp. vládou organizovaných expedic.
V roce 1740 byl Nižněkamčatsk opevněn, vcházelo se do něho mohutnou věží s pevnou branou. Všechny obytné budovy byly stavěny jako případné pevnosti, aby odolaly novému útoku domorodců. Bylo zde 39 domů, krčma a lihovar. Žilo zde 92 obyvatel.
Uprostřed Nižněkamčatsku místní kozák Pjotr Kolokolnikov postavil kostel Nanebevzetí Nejsvětější Bohorodičky. Kolokolnikov byl vynikající tesař a stavitel lodí. Pro místní obchodníky a lovce stavěl takzvané šitiky. Jeden šitik postavil i pro Jemeljana Basova, který ho pojmenoval Svatý Petr a v srpnu 1743 odplul se svými druhy na Měděný ostrov, tam přezimoval a příští léto přivezl do Nižněkamčatsku 1200 bobřích a 4000 liščích kůží, což ohromilo místní obyvatele. Tak začala éra kolonizace Komandorských ostrovů a poté Aleutských ostrovů - přišla kožešinová horečka. Centrum aktivního života na Kamčatce se přesunul do Nižněkamčatsku. Objevovali se zde stále noví lovci kožešin, obchodníci, kozáci, vojáci, měšťané, dobrodruzi a kamčatští domorodci.
V roce 1767 vyplula z Nižněkamčatsku tajná expedice navigátora Pjotra Krenicyna, který měl za úkol prozkoumat Aleutské ostrovy a pobřeží Aljašky. Při zpáteční cestě u Nižněkamčatsku se jeho loď převrhla a velitel expedice se utopil. Jeho tělo nebylo nalezeno.
Ke konci 18. století se Nižněkamčatsk stal hlavní baštou Rusko-americké společnosti.

### Město
V roce 1783 získal Nižněkamčatsk status města a stal se správním centrem severní části Kamčatky, nejprve pod jurisdikcí Ochotské oblasti a od roku 1805 Irkutské gubernie. V roce 1784 nařídil kamčatský guvernér Franz Reinecke pěstovat v okolí města brambory, které se staly v následujících letech jednou z hlavních městských plodin.
Roku 1803 se hlavním městem Kamčatky stal Verchněkamčatsk a v roce 1813 byl hlavním městem ustanoven Petropavlovsk. Část obyvatel města dostala vládní příkaz k přesídlení do Petropavlovsku, kam byli přesunuti také kozáci a vojáci. V roce 1852 navštívil Nižněkamčatsk ruský geolog a cestovatel Karl Ditmar, který o městě napsal, že stará opevnění a brány dávno již zmizely, celé město je tvořeno jen rozpadajícími se domy roztroušenými po okolí a obklopenými ovocnými zahradami. Podivoval se, že ve městě již není žádný obchod a blahobyt. Na konci 19. století ztratilo město svou strategickou hodnotu a zůstalo zde jen 20 domů, kde žilo asi 120 lidí. Obyvatelé se pak věnovali hlavně lovu, rybaření a obchodu s domorodci.
Po ruské revoluci byli kozáci v nemilosti a pobřežní město Usť-Kamčatsk bylo vybráno jako nové správní středisko a Nižněkamčatsk ještě více upadal.
Dne 29. března 1968 bylo město formálně zrušeno a prohlášeno za zaniklé.

## Kulturně historické centrum
V roce 2019 bylo rozhodnuto o oživení Nižněkamčatské pevnosti a vybudování kulturně historického centra. Kamčatští historici, pravoslavní a političtí činitelé a zástupci kozáků na místě zaniklého města vztyčili velký pravoslavný kříž, který má být symbolem oživení Nižněkamčatsku.
Do budoucnosti se počítá s rekonstrukcí několika historických objektů, které mají být vítanou atrakcí i pro turisty.
Od začátku 90. letech 20. století na místě Nižněkamčatsku probíhají také archeologické vykopávky.
V roce 1993 byl zrekonstruován kostel Panny Marie, který pochází z roku 1737 a nyní je hlavní dominantou a symbolem zaniklého Nižněkamčatsku.

## Galerie

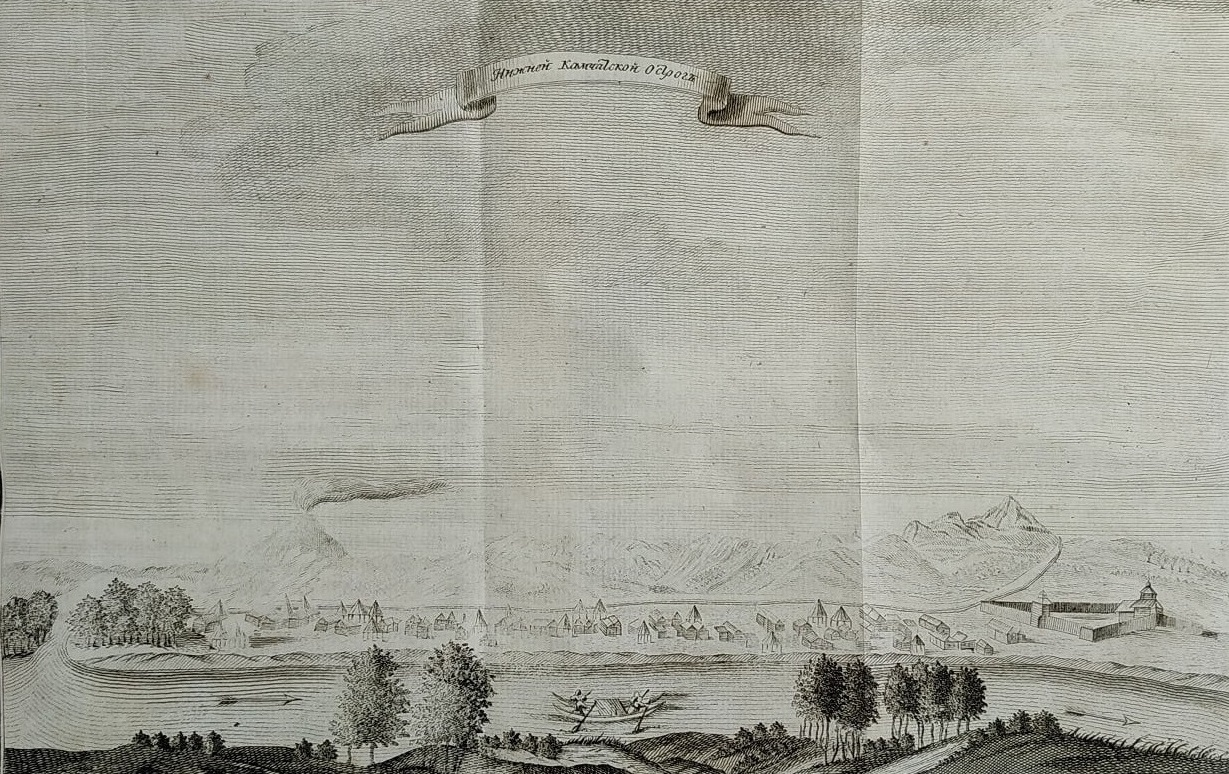
Nižněkamčatsk v 18. století
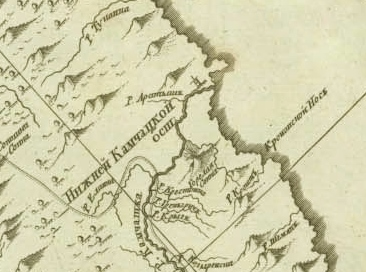
Nižněkamčatský ostrog na mapě v roce 1745